# Elaphoglossum alvaradoanum
Elaphoglossum alvaradoanum är en träjonväxtart som beskrevs av A. Rojas. Elaphoglossum alvaradoanum ingår i släktet Elaphoglossum och familjen Dryopteridaceae. Inga underarter finns listade.